# ロシア国 (1918年-1920年)

ロシア国
Россійское Государство (ロシア語)

国の標語: Симъ побѣдиши!
Simŭ pobědiši!
"汝、この徴にて勝利せよ"国歌: Коль славенъ нашъ Господь в Сіонҍ（ロシア語）
シオンにおける主の栄光は

     実効支配地域 (1919年1月)
     主張していた領土

ロシア国（ロシアこく、ロシア語: Российское государство）は、シベリア地域を中心に、1918年9月23日に反ボリシェヴィキ派の白軍勢力である臨時全ロシア政府よって宣言された国家であり、1920年4月4日まで存続した。
建国当初においてロシア国は社会革命党やカデットなどが率いる臨時全ロシア政府が政権を掌握していたものの、1918年11月18日に同国の陸海軍大臣であったアレクサンドル・コルチャークが政変を起こすと、その後は彼を首班とするロシア国政府が国家の実権を握った。
赤軍との戦いにおいてチェコスロバキア軍団との協力体制が築かれたが、コルチャークは彼らの帰国に非協力的であり、不信感を抱いた軍団は現地のボリシェヴィキ政権と休戦協定を独自に結び、コルチャークを引き渡した。逮捕されたコルチャークは2月7日に処刑され、ロシア国は崩壊した。
コルチャーク死去後はコサックのアタマンであったグリゴリー・セミョーノフが軍事指揮権を引き継ぎ、ザバイカル共和国や極東共和国などで白軍として抵抗活動を行った。

## 象徴

### 国歌
1918年11月19日、閣僚会議は外務大臣 ユーリ・クリュチニコフの提案により、ロシア帝国最古の霊歌である「シオンにおける主の栄光は」をロシア国の国歌とする決議を採択した。

### 国章

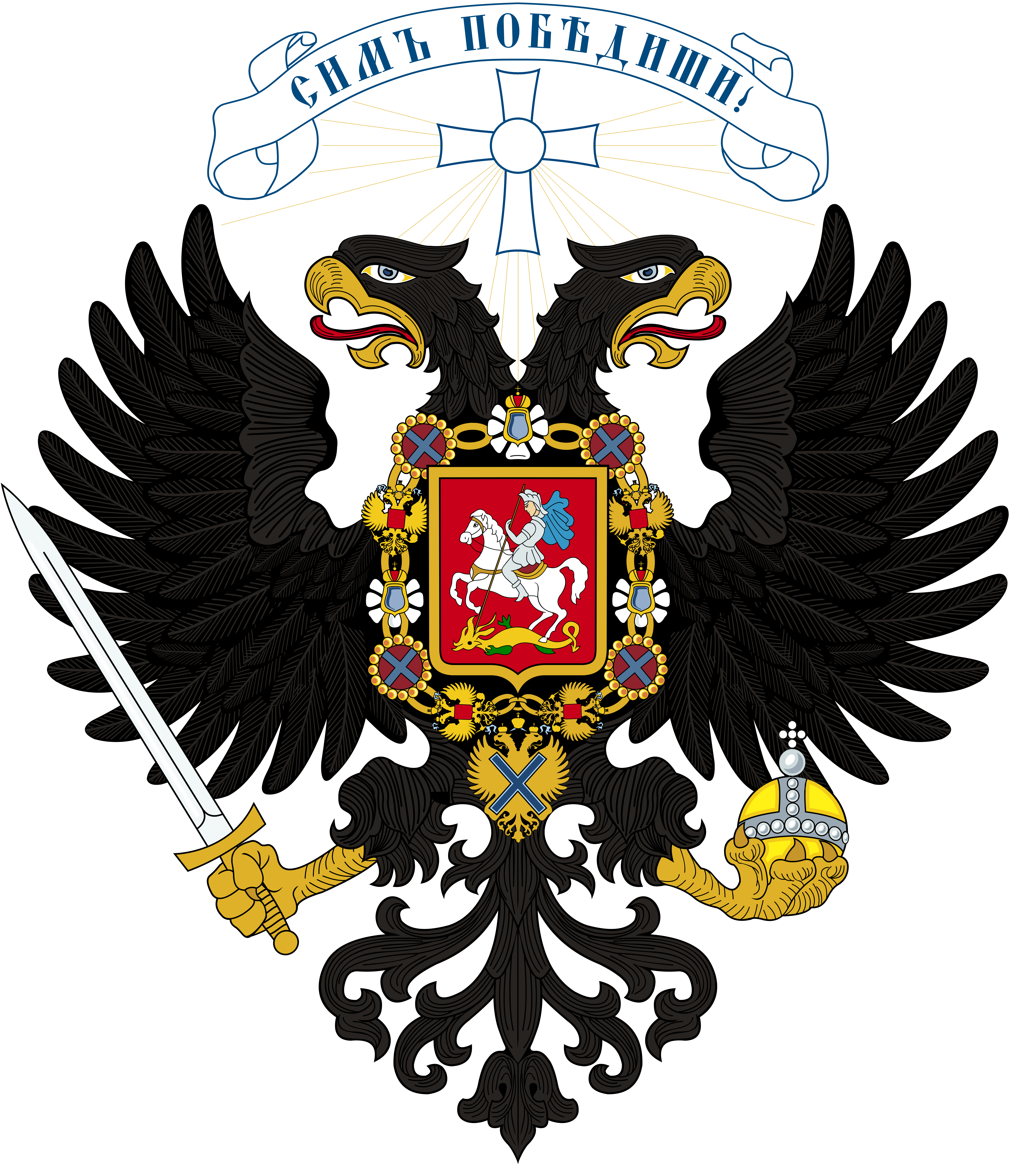
1918年に制定された国章

1919年1月から4月にかけて、オムスクでステップ地帯の芸術家・美術愛好家協会の主導により、新しい国章を制定するためのコンペティションが開催された。コンペティションにおいて、国章はイヴァン3世の時代にビザンツ帝国から受け継ぎ、ロシア帝国の国章にも採用された双頭の鷲を背景に、古代ロシアの様式の基本を踏まえ、より芸術的で現代的な装飾が施されたもので、帝国時代を象徴する王冠や笏の代わりに、復活した新しいロシアの象徴となるものであることが条件とされた。
コンペティションでは97の国章がエントリーされ、優勝候補として最も有力視されたのは、カザン出身の芸術家グレブ・イリインの作品で、双頭の鷲が描かれ、その上に「In this, conquer!」というモットーが書かれた十字架が描かれている。鷲の翼からはロシア帝国の地方の紋章が取り除かれたが、聖ゲオルギーが描かれたモスクワの紋章は中央に残された。皇帝を象徴する王冠は取り除かれ、笏は剣に置き換えられた。イリインのデザインした国章は、切手やシベリアの新聞紙面にしばしば掲載され、紙幣の図案にも採用された。

## 政府機構

### 最高執政官
アレクサンドル・コルチャークが政変後に就任した最高指導者は、最高統治者、最高執政官とも訳され、立法、行政、司法のすべての権限を掌握する国家元首の役職であった。なお、ロシア史上この役職に就任した人物はコルチャークのみである。

### 閣僚評議会
閣僚評議会はロシア国の立法・行政の最高機関であり、国家元首である最高執政官を補佐する機関であった。

## 沿革

### ウファ会議
1918年時点のシベリアでは憲法制定議会議員委員会やシベリア共和国、ウラル暫定地方政府、コサック政府、その他多数の自治機関によって統治機構が分散され混迷していた。そんな中これらシベリアの政府を一つにすべく、ロシア国が建設され、その国家の政権を担う機関として臨時全ロシア政府が設置された。この政府は「全ロシア憲法制定会議がロシア唯一の立法府になるまで」の臨時のものであると定められた。
ロシア国はロシア共和国の流れを汲んだ国家である。そのため、ボリシェヴィキ率いるソビエトには猛烈に反対すると共に、中央同盟国との戦争継続を国是としていた。

### 中央集権化へ
1918年10月9日、赤軍のウファ進軍が近くなると臨時全ロシア政府は首都をウファからオムスクに移動した。
翌月4日、臨時全ロシア政府は庇護下にある全ての地方政府に対し、「一切の例外なく全ての地方政府および地方代表組織を直ちに解散し、全権限を中央政府へ移譲するよう」に通達した。同日、旧シベリア共和国の省庁および行政機関を基礎として、ピョートル・ヴォログスキーを議長とする全ロシア閣僚評議会が樹立された。
このような中央集権化の目的は、ロシア内戦における白軍勢力の統制力を増強し、赤軍に対抗できるだけの力を持つことであった。結果として、ロシア東部の全ての小国家、地方政府、コサック政府の統合に成功し、シベリアにおける反ボルシェヴィキ勢力はロシア国の下で結集した。

### 11月18日の政変
1918年11月18日、オムスクにいた臨時全ロシア政府のメンバーが突如として逮捕されると、全ロシア閣僚評議会がロシア国における実権を掌握したと宣言し、その最高執政官にはコルチャークが就任することを発表した。この動きによって臨時全ロシア政府は解体され、新たに軍事独裁色の強いロシア国政府が誕生した。この政府はオムスク政府、またはコルチャーク政府とも呼ばれる。
翌年5月から6月にかけて、アントーン・デニーキン、エフゲニー・ミレル、ニコライ・ユデーニチら有力な白軍将校は、新たに誕生したロシア国政府に自発的に服従し、ロシアの全軍に対するコルチャークの最高指揮権を承認した。これに対してコルチャークは、ユデーニチとミレルに総督の地位を与えた。

### コルチャーク政権
アレクサンドル・コルチャークは、旧シベリア共和国の経済的・政治的方針を継続した。全ロシア閣僚評議会議長ピョートル・ヴォログスキーは、ロシア国政府の正当性を維持するためにも留任された。
コルチャークは11月18日の政変後、最初の声明で「新たなロシア政府では"革命的急進派"は排除され、真に統一された中央政府となるべき国民議会を招集するべき」と発表し、その宣言に基づく新たな選挙法が制定された。

### 崩壊
コルチャークはチェコスロバキア軍団に軍事的協力を求めていたが、当の軍団兵は新たに建国された祖国への帰還を是が非としていた。しかし、ロシア国政府は戦線からの離脱に非協力的であり、チェコスロバキア軍団は白軍に不信感を抱いた。
カザンで接収したロシア帝国銀行の金準備金を載せたコルチャークの列車は、ニシュネウジンスク近郊で立ち往生した。これに際し在シベリア協商国代表は、イルクーツクの英国軍事使節団まで彼を連れてくるようにチェコスロバキア軍団に命じたが、彼らは拒絶した。
更に軍団はイルクーツクのボリシェヴィキ政府に「コルチャークらを赤軍に引き渡す」という条件で、チェコスロバキア軍団が安全にシベリアからの撤退を認める協定を結んだ。
こうしてボリシェヴィキに逮捕されたコルチャークは、チェーカーによって1920年2月7日に処刑された。また、同時期に逮捕された全ロシア閣僚評議会議長ヴィクトル・ペペリアエフも共に処刑された。こうして最有力者2人を失ったロシア国政府は崩壊した。
尚、逮捕約1ヶ月前のコルチャークは政権崩壊が間近に迫っていることに勘づいており、1920年1月4日には「最高権力をアントーン・デニーキンに移譲する。」という勅令を発し、事実上デニーキンを自身の後継者に指名した。しかし当のデニーキンは就任を拒否し、東部ロシアの軍事指揮権はグリゴリー・セミョーノフに移譲された。セミョーノフは、1918年8月25日においてチタのソビエト政権からチタ周辺地域を奪還し、現地にザバイカル共和国を樹立していた人物である。彼はコサックのアタマン（頭領）であり、ロシア国のコルチャーク最高執政官とは協力関係にあった。

## 関係者
- アレクサンドル・コルチャーク - ロシア国最高執政官。赤軍に捕えられ処刑。
- アントーン・デニーキン - コルチャーク死去後の最高執政官（本人は就任を拒否）。
- グリゴリー・セミョーノフ - コルチャーク死去後に軍権を移譲される。
- ピョートル・ヴォログスキー（ロシア語版） - 全ロシア閣僚評議会議長(1918-1919)